# Натузиус, Мария
Мария Натузиус (10 марта 1817, Магдебург — 22 декабря 1857, Найнштедт) — немецкая писательница и композитор-песенник, супруга писателя-публициста Филиппа Натузиуса. Вместе с Евгенией Йон и Оттилией Вильдермут была одной из наиболее известных германских детских писательниц своего времени.

## Биография
Была дочерью пастора-пиетиста, ставшего затем церковным суперинтендантом. Свою юность провела в Кальбе (Заале), получив плохое образование в городском училище. С 1834 года жила в Магдебурге, в 1835 году переехала Эйкендорф, где взяла на себя заботу о доме своего брата и приняла на воспитание приёмных детей. В марте 1841 года вышла замуж за Филиппа Натузиуса. Совершив несколько поездок в Прованс, Италию и Швейцарию (в этой стране они побывали трижды), поселилась вместе с мужем в Альтхальденслебене, где с 1844 года занималась организацией благотворительных приютов для женщин и детей. После поездки в Париж и Великобританию в 1849 году в 1850 году основала приют для мальчиков в Найнштедте. Была матерью семерых детей.
Написала множество беллетристических произведений пиетистского характера, имевших в своё время большой успех, а также множество лирических детских песен. Из её сочинений, собранных в 1858—1869 годах, наиболее известны: «Tagebuch eines armen Fräuleins» (выдержало до 20-ти изданий), «Die alte Jungfer», «Der Vormund», «Familienskizzen». В полном собрании её сочинений помещены «Lebensbild der Marie Nathusius». Собрание её сочинений издавалось под заглавием «Gesammelte Schriften» (15 томов, 1858—1868, девять томов, 1889). Известны также её работы «Dorf- und Stadtgeschichten» (1858), «Langenstein und Boblingen» (1855), «Elisabeth» (1858, 13-е издание — 1887), ряд рассказов для маленьких детей. Писала также музыкальные композиции («Hundert Lieder», 1865).